# Kampfgeschwader der Obersten Heeresleitung
Die Kampfgeschwader der Obersten Heeresleitung (Kagohl) bzw. Bombengeschwader der Obersten Heeresleitung (Bogohl) waren  während des Ersten Weltkriegs ab 1915 für Fernoperationen aufgestellte Bomberverbände der deutschen Luftstreitkräfte, die direkt der Obersten Heeresleitung (OHL) unterstanden. Sie zählen zu den ersten Ansätzen, einen strategischen Luftkrieg zu verwirklichen.

## Geschichte

### Hintergrund
Die militärische Luftfahrt steckte Anfang des 20. Jahrhunderts in Deutschland wie andernorts noch in den Kinderschuhen. Im Deutschen Reich gab es seit 1884 ein Ballondétachement, in den 1900er Jahren wurden die ersten Militärluftschiffe angeschafft und 1910 wurde in Döberitz eine provisorische Militärfliegerschule zur Ausbildung an Militärflugzeugen gegründet. Im deutschen Militär herrschte vor dem Ersten Weltkrieg eine strikte Trennung zwischen den Fliegerkräften der Kaiserlichen Marine und denen des Heeres, die teilweise miteinander in Konkurrenz standen. Zusätzlich verkompliziert wurde die Struktur durch den Charakter des Deutschen Heeres als Kontingentheer, in dem neben der dominierenden preußischen unter anderem auch die bayerische Fliegertruppe vertreten war, sowie die funktionale Aufgliederung u. a. in Ballonfahrer, Luftschiffer und Fliegertruppe. Eine klare Führungsstruktur existierte nicht, in die Organisation allein der preußischen Heeresfliegertruppe mischten sich das Berliner Kriegsministerium, die Generalinspektion des Militärverkehrswesens (die Flieger gehörten zu den Verkehrstruppen) und der Große Generalstab ein. Im Kriege sollten die Fliegerabteilungen den Armeekorps bzw. Armeen mehr oder weniger starr zugeteilt werden.
Fliegerbomben waren erstmals im Italienisch-Türkischen Krieg von 1911 und in den Balkankriegen in geringem Umfang von Flugzeugen aus eingesetzt worden, zuvor hatte man schon ab Mitte des 19. Jahrhunderts Bomben von Ballons aus abgeworfen. Die deutsche Fliegertruppe nutzte 1914 die sogenannten Carbonit-Bomben, die es in vier Größen von 4,5 bis 50 kg gab. Sie waren eingeführt worden, nachdem sich die zuvor erprobten A.P.K.-Bomben als unbefriedigend erwiesen hatten. Die stromlinienförmigen P.u.W.-Bomben (entwickelt von der Prüfanstalt und Werft der Fliegertruppe) mit einem Gewicht von 12,5 kg bis zu einer Tonne kamen ab 1916 zum Einsatz.
In deutschen Militärkreisen herrschte vor dem Krieg keine Einigkeit, welchem Angriffsmittel in einem zukünftigen Konflikt der Vorzug zu geben sei, dem Luftschiff oder dem Flugzeug. In der konservativen Militärführung glaubte man, einen Vorsprung gegenüber anderen Nationen in der militärischen Luftschifffahrt ausspielen zu können. Bombenflugzeuge als solches, wie sie etwa in Russland in Form der Sikorsky Ilja Muromez, in Frankreich in Form der Voisin L oder in Großbritannien mit der Avro 504 existierten, gab es in den deutschen Luftstreitkräften vor 1914 nicht. Die mit unbewaffneten einmotorigen Ein- und Doppeldeckern (A- und B-Typen) verschiedener Hersteller ausgerüstete Fliegertruppe galt primär als Aufklärungsunterstützungsmittel für die Land- und Seestreitkräfte. Die ersten deutschen Bombenangriffe des Krieges wurden von Militärluftschiffen geflogen, so gegen Lüttich am 6. August 1914. So oder so war man von einem strategischen Luftkriegskonzept noch weit entfernt, als der Krieg im August 1914 begann. Bombenangriffe aus der Luft blieben anfangs Einzelereignisse, mit denen vor allem Propagandaabsichten verbunden waren, wie beim Auftauchen einer Etrich Taube über Paris am 30. August, wobei eine Handvoll Bomben und einige Propagandaflugblätter abgeworfen wurden. Eine militärische Wirkung wurde durch sie nicht erzielt.

### Die „Brieftauben-Abteilungen“ Ostende und Metz
Vorläufer der ersten beiden Kampfgeschwader der OHL waren die Ende November 1914 unter einem Tarnnamen aus Teilen der Fliegerersatz-Abteilung 1 aufgestellte sogenannte „Brieftauben-Abteilung Ostende“ (BAO) und die im August 1915 durch die Fliegerersatz-Abteilung 2 gebildete „Brieftauben-Abteilung Metz“ (BAM). Die Fliegerersatz-Abteilungen waren bei der Mobilmachung für den Ersten Weltkrieg aufgestellte rückwärtige Verbände, die Personal für die Frontfliegereinheiten ausbildeten.
Die „Brieftauben-Abteilung Ostende“ wurde am 27. November 1914 unter dem damals 42-jährigen Major Wilhelm Siegert in Gistel bei Ostende aufgestellt. Siegert war als einer der dienstältesten Offiziere der Fliegertruppe vor dem Krieg Kommandant der Fliegerstation Metz im Reichsland Elsaß-Lothringen gewesen und hatte 1913 die ersten Nachtflugübungen für seine Besatzungen durchführen lassen. Er war noch während der Mitte November 1914 endenden Ersten Flandernschlacht mit dem Plan an die OHL herangetreten, vom zu besetzenden Nordfrankreich aus Angriffe auf England zu fliegen. Der ursprünglich vorgesehene Stützpunkt Calais hatte jedoch in dieser Schlacht nicht vom Heer erobert werden können, sodass seine Einheit, die in Wirklichkeit „Fliegerkorps der Obersten Heeresleitung“ hieß und über 36 Flugzeuge verfügte, aufgrund der beschränkten Reichweite der eingesetzten B-Typ-Flugzeuge schließlich für Missionen im Hinterland der flandrischen Front, unter anderem gegen die Häfen Calais, Dünkirchen und Nieuwpoort, eingesetzt wurde. Vereinzelte Angriffe auf England wurden ab Ende 1914 zunächst nur von den dem Marinekorps Flandern unterstellten Marinefliegern von ihrem Stützpunkt in Seebrügge aus geflogen, ab Januar 1915 auch mit Marineluftschiffen. Bis Anfang 1917 blieben Zeppeline die bevorzugte Angriffswaffe für Ziele in England.

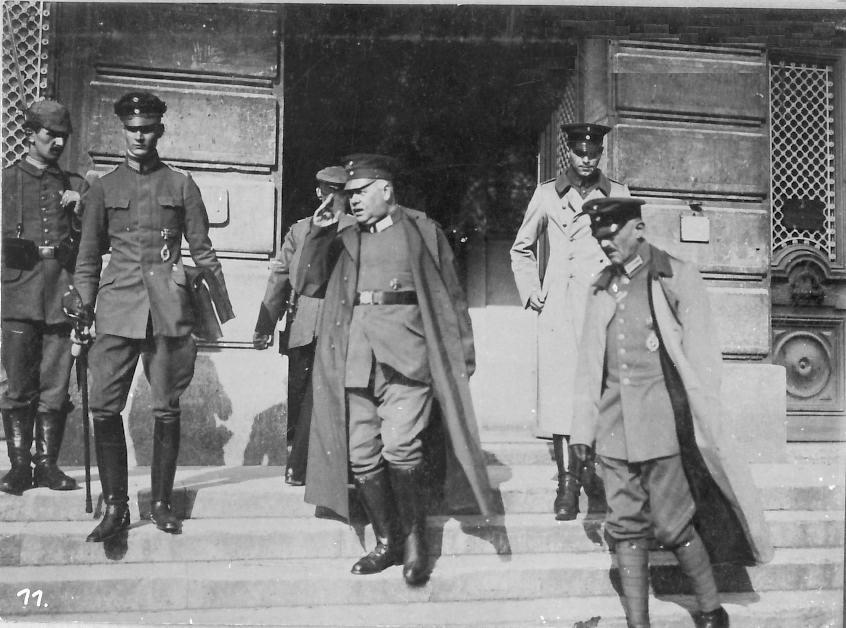
Oberstleutnant von der Lieth-Thomsen (Mitte) und Major Wilhelm Siegert (rechts) um 1916

Im März 1915 wurde auf Siegerts Anregung der Posten des „Chefs des Feldflugwesens“ geschaffen, der mit Major Hermann von der Lieth-Thomsen besetzt wurde. Siegert wurde ihm als Chef des Stabes zugeteilt, sein Nachfolger als Kommandeur der BAO wurde erst Hauptmann Gustav Kastner-Kirdorf, im April 1915 dann Job Heinrich von Dewall. Die BAO war im März 1915 an die Ostfront verlegt worden, zuerst nach Deuthen bei Allenstein/Ostpreußen zur 8. Armee, dann nach Galizien zur 11. Armee, um bei der am Anfang Mai beginnenden Schlacht bei Gorlice-Tarnów eingesetzt zu werden. Im Lauf des Jahres wurde sie auf die neu eingeführten C-Typen-Flugzeuge (bewaffnete Mehrzweckflugzeuge) umgerüstet und im Juli wieder an die Westfront verlegt. Im Laufe des Jahres erreichten auch die ersten, in ihren Leistungen noch unzulänglichen, der neuen, zweimotorigen Großflugzeuge die Truppe.
Die „Brieftauben-Abteilung Metz“ wurde am 17. August 1915 unter Hauptmann Kastner-Kirdorf gebildet und bis Ende 1915 unter anderem gegen die Festung Verdun eingesetzt.

### Die Kampfgeschwader/Bombergeschwader
Am 20. Dezember 1915 wurden die „Brieftauben-Abteilungen“ in die Kampfgeschwader 1 (ex-BAO) und 2 (ex-BAM) umbenannt. Zum selben Datum wurde auch das Kampfgeschwader 3 unter Hauptmann von Dewall, das spätere „England-Geschwader“ gebildet. Alle Kampfgeschwader waren in sechs Staffeln (genannt Kampfstaffeln oder kurz Kasta) zu je sechs Flugzeugen eingeteilt. Bis April 1916 folgten die Kampfgeschwader 4, 5 und 6 b(ayerisch), im Juni das Kagohl 7. In dieser Zeit wurden bis zu vier Kagohls in der Schlacht um Verdun eingesetzt, wo sie die französischen rückwärtigen Verbindungen bombardierten. Teile des Kagohl 1 (ein Halbgeschwader) nahm ab 1916 auch an den Operationen auf der Balkanhalbinsel teil und führte dabei Angriffe auf Bukarest und an der Salonikifront durch.
Durch die Schlacht an der Somme wie auch bei Verdun im zweiten Halbjahr 1916 in die Defensive gedrängt, mussten die C-Typen-Bomber der Kagohls zunehmend für „Luftsperr“-Einsätze oder als Schlachtflieger eingesetzt werden. Unter anderem vor diesem Hintergrund setzte die Ende August eingesetzte 3. OHL (Hindenburg/Ludendorff) im Zuge des Hindenburg-Programms eine Reorganisation der Luftstreitkräfte durch. Durch A.K.O. vom 8. Oktober 1916 wurde die Position eines Kommandierenden Generals der Luftstreitkräfte (Kogenluft) geschaffen, die mit Generalleutnant Ernst von Hoeppner besetzt wurde, dem Lieth-Thomsen als Chef des Stabes zur Seite stand. Die Kampfgeschwader 3 und 5 bis 7 wurden zum 31. Dezember 1916 aufgelöst, und ihre Staffeln in sogenannte „Schutzstaffeln“ (Schusta) umgebildet, die übrigen im April in „Bombengeschwader“ umbenannt und auf je drei Staffeln reduziert. Die einzige Ausnahme war das neuaufgestellte „England-Geschwader“ (Bogohl 3), das über sechs Staffeln verfügte.

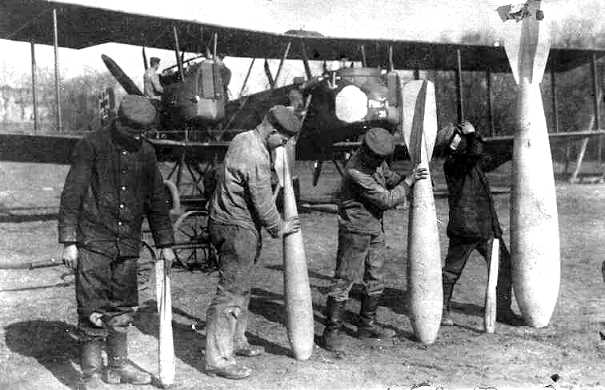
Deutsche P&W-Fliegerbomben des Ersten Weltkriegs, im Hintergrund ein Gotha-Bomber

Das auf Flugplätzen um das belgische Gent stationierte Bogohl 3 unter Ernst Brandenburg wurde ab März 1917 mit den neuen Gotha G.IV-Bombern ausgerüstet, deren gegenüber früheren Modellen gesteigerte Reichweite nun auch Angriffe auf London erlaubte. Die unter dem Codewort Türkenkreuz durchgeführten Angriffe begannen am 25. Mai 1917. An diesem Tag überquerten 21 Gothas den Kanal und warfen ihre Bombenlast, da sie London aufgrund starker Bewölkung nicht fanden, über der Grafschaft Kent ab. Ein weiterer erfolgloser Angriff fand am 5. Juni statt. Am 13. Juni zur Mittagszeit erreichten 14 Gothas die britische Hauptstadt und warfen 118 Bomben ab, die 162 Menschen töteten und 426 weitere verletzten. Aufgrund der verstärkten britischen Abwehr ging man im September 1917, wie schon zuvor mit den Zeppelinen, zu Nachtangriffen über. Der letzte von 52 Angriffen des Bogohl 3 auf England, zum Teil unterstützt durch mehrmotorige Riesenflugzeuge (R-Typen) der „Riesenflieger-Abteilungen“ (Rfa) 500 und 501, fand in der Nacht vom 19. zum 20. Mai 1918 statt. Insgesamt wurden durch diese Angriffe auf England 857 Menschen getötet und über 2000 verletzt, die abgeworfene Bombenlast summierte sich am Ende auf 73 Tonnen.
Im Dezember 1917 wurden die Bogohls 5 bis 7 aufgestellt, zu denen im April 1918 noch das Bogohl 8 kam. Vor und während der Frühjahrsoffensive 1918 fanden neben Angriffen auf das unmittelbare Hinterland der Front auch mehrere Fernangriffe auf die französische Hauptstadt Paris statt.

## Bekannte Angehörige
- Alfred Keller, Kommandeur des Bogohl 1
- Rudolf Kleine, Kommandeur des Bogohl 3
- Hermann Köhl, Kommandeur des Bogohl 7, Ozeanflieger
- Ulrich Grauert, Staffelkapitän
- Hellmuth Bieneck Staffelkapitän
- Curt Pflugbeil, Staffelkapitän
- Egon Doerstling, Staffelkapitän
- Manfred von Richthofen, Beobachter und Pilot bei BAO und Kagohl 2, später erfolgreicher Jagdflieger
- Wilhelm Freiherr Marschall von Bieberstein, Staffelkapitän